# 阿道夫·瓦格納 (政治人物)

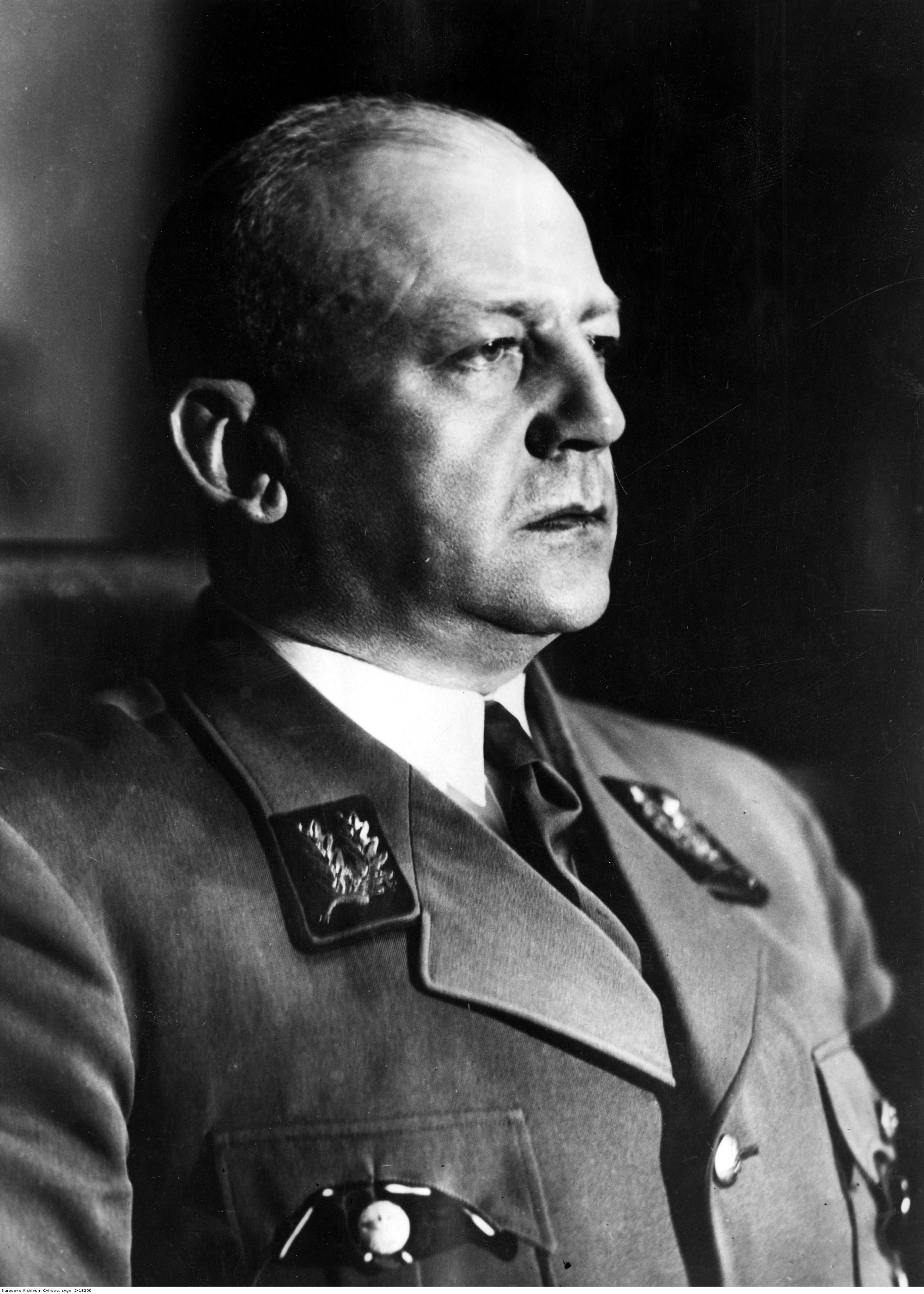
阿道夫·瓦格納

阿道夫·瓦格纳（Adolf Wagner，1890年10月1日—1944年4月12日）是一位纳粹党官员、政治人物，曾担任慕尼黑大區領導以及巴伐利亚内政部长。1944年4月12日，他在第二次中风后死亡。